# Mișcare barotropă
În hidrodinamica din cadrul fizicii, mișcarea barotropă reprezintă mișcarea unui fluid în care densitatea {\displaystyle \scriptstyle \rho } și presiunea {\displaystyle \scriptstyle p} sunt legate direct printr-o dependență funcțională de tipul {\displaystyle \scriptstyle p=F(\rho )} sau {\displaystyle \scriptstyle \rho =G(p)}. Relația de dependență funcțională este cauzată, fie condițiilor externe impuse fluidului, fie unor proprietăți intrinseci ale fluidului, în care caz fluidul este numit fluid piezotropic